# Geraldine Brooks
 Geraldine Brooks és una escriptora i periodista australiana. Va ser guardonada amb el Premi Pulitzer d'Obres de Ficció, de l'any 2006, per la seva novel·la March.

## Biografia
Geraldine Brooks va néixer a Sydney, New South Wales, Austràlia, el 14 de setembre de 1955. Va estudiar al Col·legi Betlem Ashfield i es va graduar a la Universitat de Sydney. Va treballar tres anys com a reportera al diari The Sydney Morning Herald. L'any 1982, va obtenir una beca per anar a la Universitat de Colúmbia de Nova York, a cursar un màster en periodisme. Posteriorment, va treballar pel diari The Wall Street Journal, cobrint els conflictes a l'Orient Mitjà, Bòsnia i a l'Àfrica. L'any 2002 va adquirir la nacionalitat americana, retenint però la nacionalitat australiana.

## Obres

### Ficció
1. Year of Wonders: A Novel of the Plague (2001)
2. March (2005)
3. People of the Book (2008) (Els guardians del llibre. Traducció de Núria Parés Sellarès. Barcelona, La Magrana, 2008)
4. Caleb's Crossing (2011)
5. The Secret Chord (2015)

### No ficció
- Nine Parts of Desire: The Hidden World of Islamic Women (1994)
- Foreign Correspondence: A Pen Pal's Journey from Down Under to All Over (1997)
- Boyer Lectures 2011: The Idea of Home (2011)